# Casarabe
Casarabe ist eine Ortschaft im Departamento Beni im Amazonas-Tiefland des südamerikanischen Binnenstaates Bolivien.

## Lage im Nahraum
Casarabe ist zweitgrößte Ortschaft im Municipio Trinidad in der Provinz Cercado. Die Gemeinde liegt in der Moxos-Ebene (Llanos des Mojos) auf einer Höhe von 169 m am linken, westlichen Ufer des Río Cocharca, einem Nebenfluss des Río Iparupuno.

## Geographie
Casarabe hat ganzjährig ein tropisch heißes und feuchtes Klima.
Die Jahresdurchschnittstemperatur beträgt 26,2 °C, wobei sich die monatlichen Durchschnittstemperaturen zwischen Juni/Juli mit gut 23 °C und Oktober/Dezember von knapp 28 °C nur wenig unterscheiden (siehe Klimadiagramm Trinidad). Der Jahresniederschlag beträgt fast 2000 mm und liegt somit mehr als doppelt so hoch wie die Niederschläge in Mitteleuropa. Höchstwerten von etwa 300 mm in den Monaten Dezember bis Februar stehen Niedrigwerte von etwa 50 mm im Juli/August gegenüber.

## Bevölkerung
Die Einwohnerzahl der Ortschaft ist im Jahrzehnt zwischen den beiden letzten Volkszählungen nur unwesentlich angestiegen:
| Jahr | Einwohner   | Quelle       |
| ---- | ----------- | ------------ |
| 1992 | keine Daten | Volkszählung |
| 2001 | 894         | Volkszählung |
| 2012 | 915         | Volkszählung |
| 2024 |             | Volkszählung |

## Verkehrsnetz
Casarabe liegt in einer Entfernung von 51 Straßenkilometern östlich von Trinidad, der Hauptstadt des Departamentos. Der Ort liegt an der Nationalstraße Ruta 9, die das gesamte bolivianische Tiefland von Norden nach Süden durchquert und von Guayaramerín im äußersten Norden des Landes über Trinidad und Casarabe nach Santa Cruz de la Sierra und weiter bis nach Yacuiba an der Grenze zu Argentinien führt.

## Archäologie
Um 500 bis 1400 war Casarabe ein Zentrum der ausgedehnten steinlosen urbanen Casarabe-Kultur, die große Erd- und Bewässerungsbauwerke errichtete, mit unverwechselbarer Töpferware.